# Hlubokomořský příkop

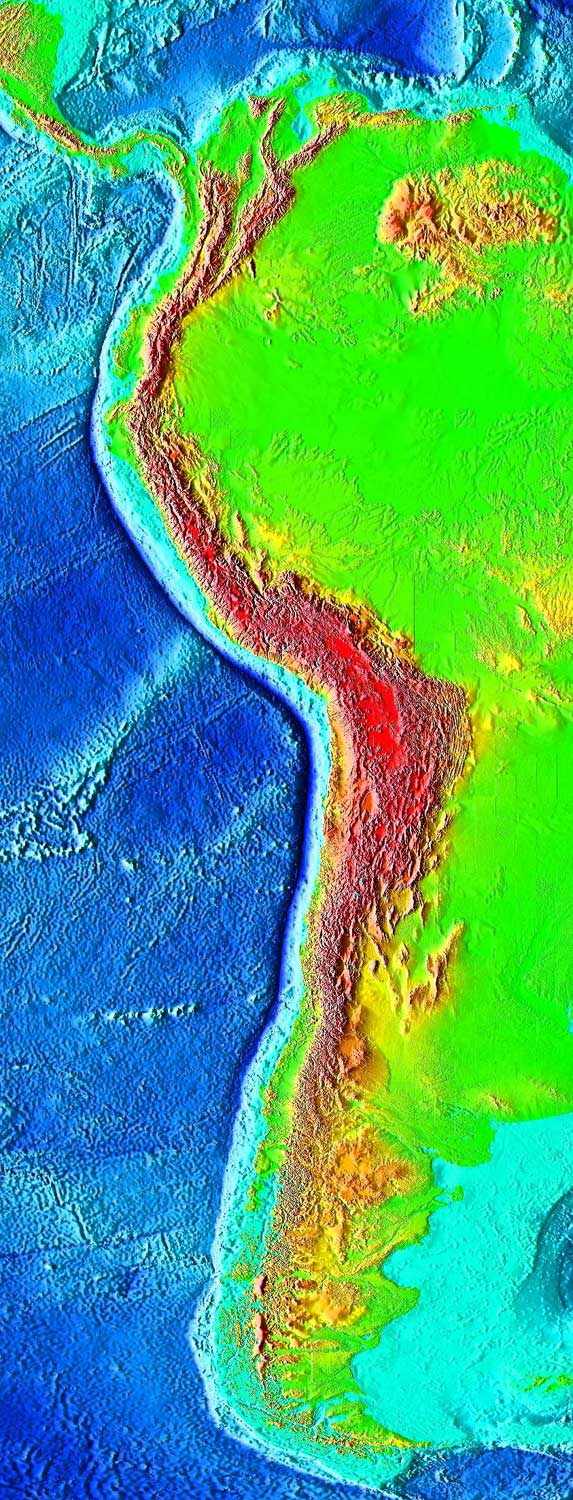
– Chilský příkop lemující hranice Pacifiku a Jižní Ameriky

Hlubokomořský příkop je dlouhá a zároveň úzká topografická deprese na mořském dně. Příkopy jsou nejhlubšími místy na Zemi. Je to topografický projev subdukčních zón.
Anglický termín trench (trenč) používaný pro pojmenování hlubinných příkopů, použil poprvé James Johnstone v roce 1923. Termín pro pojmenování dlouhých prohlubní v zemské kůře měl být obdobou anglického pojmu označujícím zákopy, známé hlavně po první světové válce.
Hlubokomořské oceánské příkopy vznikají při střetu dvou litosférických desek, konkrétně při podsouvání jedné desky pod druhou. Paralelně s nimi se vyskytují vulkanické ostrovní oblouky (příp. řetězy vulkanických pohoří) ve vzdálenosti asi 200 kilometrů od příkopu. Příkopy obvykle poklesávají 3 až 4 km pod oceánské dno. Nejhlubší místo je prohlubeň Challenger v Marianském příkopu — 10 994 metrů pod hladinou moře.

## Výskyt
Hlubokomořské příkopy se nejčastěji vyskytují na okrajích Tichého oceánu, ale lze je pozorovat i na východě Indického oceánu, Atlantiku, ve Středozemním moři a jinde. V Pacifiku lemují pobřeží Jižní Ameriky, severozápadu USA a Kanady, Aljašky, Aleut, Kurilských ostrovů, Japonska, Filipín, Mariánských ostrovů, Šalomounových ostrovů a Nového Zélandu, čímž vytvářejí zhruba kruhový útvar, nazývaný Ohnivý kruh.
V Atlantiku je známý Portorický příkop nacházející se podél Malých Antil, který odděluje Atlantik od Karibského moře. Ve Středozemním moři je to Kalábrijský příkop, který se rozprostírá při pobřeží jižní Itálie a Sicílie.

## Geologické procesy v hlubokomořských příkopech
Příkopy ohraničují jedny z nejdůležitějších geologických fenoménů na Zemi – kolize litosférických desek. Vytvářejí se v konvergentních typech okrajů, při poklesu oceánské litosféry pod druhou desku. Pokud je tato také oceánská, průvodním jevem je vznik ostrovního oblouku (pokud je poklesávající deska dostatečně stará, její transport od místa vzniku – riftové zóny trval dlouho, nazývá se také primitivní oblouk). Pokud je druhá deska kontinentální, vytváří se na ní řetěz sopečných pohoří.
Hlubokomořský příkop má sklon okolo 5 ° směrem do otevřeného oceánu a kolem 10 až 16 ° směrem ke kontinentu. Úhel poklesu není stejný, zatímco při začátku je to přibližně 5 °, v místech, které jsou již ponořeny pod druhou desku je to už 10–16 °. V případě, že se setkají dvě desky, tvořené pouze pevninskou kůrou, také nastává pokles jedné z desek, ale vzniklý příkop se může rychle vyplnit sedimenty.
Okolí příkopů je místem výskytu častých zemětřesení a sopečné činnosti. Většina zemětřesení má epicentrum hluboko (kolem 400 až 700 km pod povrchem). Magma, produkované subdukčními procesy, je vápenato-alkalické, jím tvořené horniny jsou nejčastěji andezity a ryolity, v případě primitivních oblouků spíše bazalty.

## Transport sedimentů
V přední části příkopu se nachází akreční prizma – komplex sedimentů, nahrnutý na sebe, podobně jako když buldozer před sebou tlačí hlínu. Nejsvrchnější vrstvy jsou nejmladší, zatímco nejspodnější vrstvy jsou nejstarší. Tak jak se k sobě jednotlivé desky přibližují, narůstá i tloušťka akrečního klínu.
Pokud jsou dva kontinenty od sebe vzdáleny a oceán je dostatečně široký, přísun sedimentů do příkopů je malý a jejich hloubka je větší. Postupným přibližováním kontinentů se v příkopech hromadí usazený materiál a tyto jsou stále mělčí. Sedimenty jsou dopravovány turbiditními proudy a jinými gravitačními toky z mělkých do hlubokých zón podmořskými kaňony.

## Nejhlubší příkopy

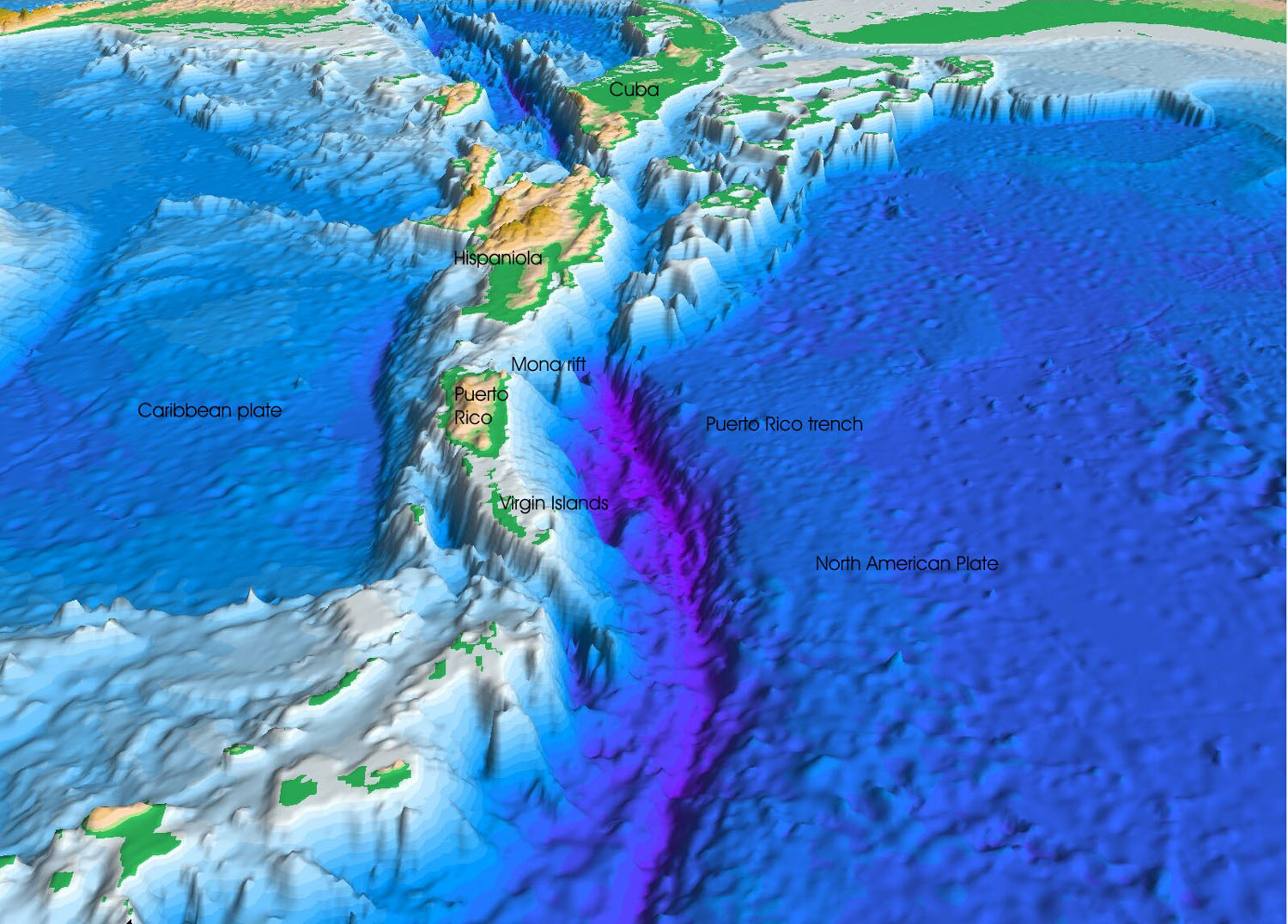
Portorický příkop

| Název                      | Oceán           | Hloubka v m |
| -------------------------- | --------------- | ----------- |
| Marianský příkop           | Tichý oceán     | 10 924      |
| Tonžský příkop             | Tichý oceán     | 10 830      |
| Filipínský příkop          | Tichý oceán     | 10 595      |
| Boninský příkop            | Tichý oceán     | 10 542      |
| Kurilský příkop            | Tichý oceán     | 10 047      |
| Kermadecký příkop          | Tichý oceán     | 9 156       |
| příkop Vulkánových ostrovů | Tichý oceán     | 9 140       |
| Bougainvilleský příkop     | Tichý oceán     | 9 850       |
| Japský příkop              | Tichý oceán     | 9 648       |
| Portorický příkop          | Atlantský oceán | 9 428       |